# ケダロサウルス
ケダロサウルス（Cedarosaurus　"シーダーマウンテン累層のトカゲ"の意味）は白亜紀前期バーレミアンに生息した鼻にとさかのあるマクロナリア類恐竜の属である。化石はユタ州のシーダーマウンテン累層（en）から発見されている。1999年にTidwell、CarpenterおよびBrooksにより初めて記載された。
イングランド南部ウェセックス累層（en ）のエウカメロトゥスや北米のモリソン累層（en）のブラキオサウルスといったブラキオサウルス科の種と類似性がある。

## 特徴
ケダロサウルスは近縁種のヴェネノサウルスと比較して尺骨と橈骨が華奢で、橈骨の長さと最狭部の直径の比率は0.31である。第2中足骨も細い。
中ほどの尾椎の神経棘は椎骨の並びに対して前方に傾斜している。この椎骨の特徴はゴンドワナティタン、ヴェネノサウルス、アエロサウルスでも見られる。
ケダロサウルスの近縁種ヴェネノサウルスには椎体の側面に深いくぼみ状の変わった窩があり、一部は内部の隆起によって2つに区切られている。ほとんどの竜脚類では椎骨側面の穴は窪み状ではなく、椎体内部に貫通し空気の開口部となっている。このような、あまり発達していない形状の窩はケダロサウルスにも見られる。

## 胃石
2001年、Frank Sanders、Kim Manley、ケネス・カーペンター（en） によりケダロサウルスの標本とともに発見された115個の砕屑物に関する研究が発表された。これらの砕屑物はシーダーマウンテン累層では初めて発見された「in situ」状態の胃石である。部分的に基質支持の状態であり、砕屑物同士、砕屑岩と化石の間での多数の接触がある状態にあった。狭い空間に纏まっていたことと、堆積時にまだ軟組織が存在していたことを示す部分的な基質支持と縁の配向からこれらの砕屑物は胃石であると識別された。
表面の反射率が高いことも他の恐竜の胃石と一致している色は一般的な鈍い色で、色が竜脚類のものかどうか決定する主要因とはならないことを示す 。3個ほどの例外を除いて、ケダルサウルスの胃石は0.06 mの隙間でまとまって見つかった。この空間は腸の場所にあたる 。発掘地は１辺11 mの立方体の範囲であるが、この範囲内では他の砕屑岩は発見されなかった 。胃石がまとまっていたのは発掘地の中で単一の深いポケットの中にあったためだと考えられる。 骨格の姿勢から死体は胃を下にして倒れていたようだ。 
発掘された胃石は総重量７ kg、総容積2703 cc、総表面積4410　cm2であった。115個のうちの主要な67個は10 cc未満であった 。個々の砕屑物の容積は0.04 ccから270 ccであった 。最も小さい砕屑物の重量は1 g、最も重いものは715 ｇであった。
大部分の胃石は小さめで、球形に近づく傾向があり、最大の標本が最もでこぼこした形だった。形状は43%が扁球形、34%が回転楕円体形、16%が長球形、7%が楕円体形であった 。最大級の胃石が全体の表面積の大部分を占め、でこぼこした形状のものが最大のサイズであることから、偶然飲み込まれたものとは考えにくい。ケダロサウルスは胃石としてより効果的なでこぼこした砕屑物を見つけて飲み込んだか、もしくは形状による選択はなかったのだろう 。胃石に含まれる砕屑物はチャート、砂岩、シルト岩、珪岩で構成されていた 。チャートには化石が含まれてるものもあった砂岩は壊れやすい傾向があり、収集過程で壊れたものもある。全体の62%がチャート、31%が砂岩とシルト岩、7％が珪岩であった。
一般的に他のタイプの砕屑物から胃石を見分けるのに使われる「石鹸のような」手触りの胃石は存在せず、手触りで胃石を識別するのは信頼できないとして却下された。胃石の色は黒、ダークブラウン、赤紫、灰青と変化に富んでいるが、総じて鈍い色である。反射率は50%以上で胃石を見分ける上で非常に有効である 。海岸や浜辺の砕屑物の反射率は通常35%未満である。浜辺の砕屑物で反射率が50%から80%のに達するものは全体の10%に満たない。最も反射率の高い胃石はチャートで構成されていた。いくつかの胃石は反射率の測定を妨げるような金属コーティングが生じていた、おそらく赤鉄鉱によるものだろう。動きにくい砕屑物の周囲での支持泥岩の拡張と収縮によってコーティングには平行な擦り傷がつく 。金属コーティングはおそらく化石の周りの鉄分を多く含む泥岩に由来するものであろう。砂岩の胃石は堆積後に周囲の化学環境によりセメントが失われてもろくなってしまった可能性がある。もしケダロサウルスが生きていたときからもろかったら、消化管の中でごちゃごちゃになってしまっていただろう。もし、もっと頑丈であったなら、ボールミル機構として役立っていただろう。最大級の砕屑物が体積あたりの表面積が最も大きいという結果も磨り潰しモデルを支持する。

## 参照
- Sanders, F.; Manley, K.; & Carpenter, K. 2001. Gastroliths from the Lower Cretaceous sauropod *Cedarosaurus weiskopfae*. pp. 166–180. In: Tanke, Darren; Carpenter, Ken (eds.) (2001). Mesozoic Vertebrate Life: New Research Inspired by the Paleontology of Philip J. Currie. Indiana University Press. ISBN 0-253-33907-3
- Tidwell, V., Carpenter, K. and Brooks, W. (1999). "New sauropod from the Lower Cretaceous of Utah, USA". Oryctos 2: 21-37
- Tidwell, V., Carpenter, K. & Meyer, S. 2001. New Titanosauriform (Sauropoda) from the Poison Strip Member of the Cedar Mountain Formation (Lower Cretaceous), Utah. In: Mesozoic Vertebrate Life. D. H. Tanke & K. Carpenter (eds.). Indiana University Press, Eds. D.H. Tanke & K. Carpenter. Indiana University Press. 139-165.